# The Chosen Few (album de Boot Camp Clik)
Albums de Boot Camp Clik
Basic Training: Boot Camp Clik's Greatest Hits
(2000) The Last Stand
(2006)
Singles
1. And So
Sortie : 2002
2. Think Back
Sortie : 2002

The Chosen Few est le deuxième album studio du Boot Camp Clik, sorti le 8 octobre 2002.
L'album s'est classé 17e au Top Independent Albums et 34e au Top R&B/Hip-Hop Albums.

## Liste des titres
| No  | Titre                                                                                 | Contient un (des) sample(s) de                                                                             | Durée |
| --- | ------------------------------------------------------------------------------------- | --- | ----- |
| 1.  | Intro: YO Boot Camp! (Produit par Dan the Man et Dru Ha)                              | | 1:19  |
| 2.  | And So (Produit par Curt Cazal)                                                       | A Taste of Honey de Tony Bennett Stand Strong de Smif-n-Wessun                                             | 3:49  |
| 3.  | Let's Get Down 2 Bizness (Produit par The Alchemist)                                  | | 4:20  |
| 4.  | Let's Roll (Produit par Baby Paul)                                                    | | 4:51  |
| 5.  | Welcome to Bucktown USA (featuring Scratch et Supreme – Produit par Coptic)           | Plain Gold Ring de Nina Simone Stand Strong de Smif-n-Wessun Sound Bwoy Bureill (Re-Edit) de Smif-n-Wessun | 5:25  |
| 6.  | That's Tough (Little Bit) (Produit par Bink!)                                         | | 4:42  |
| 7.  | Yeah What Eva (Skit) (Produit par Dan the Man et Dru Ha)                              | | 1:16  |
| 8.  | Had It Up 2 Here (featuring Illa Noyz – Produit par Da Beatminerz)                    | | 4:43  |
| 9.  | Whoop His Ass (featuring Rufus Blaq – Produit par The Producers Coalition of America) | My Neck, My Back (Lick It) de Khia                                                                         | 4:05  |
| 10. | Daddy Wanna (featuring Little Cook WTW2 et Queenia – Produit par Da Beatminerz)       | Anyone Who Had a Heart de Dionne Warwick                                                                   | 5:16  |
| 11. | Ice Skate (featuring Danielle Henry – Produit par Hi-Tek)                             | | 4:41  |
| 12. | Just Us (Produit par Ty Deals)                                                        | Visions of My Mind de Lakeside                                                                             | 5:24  |
| 13. | Think Back (featuring Jahdan – Produit par Da Beatminerz)                             | Crooklyn des Crooklyn Dodgers                                                                              | 4:35  |
| 14. | The Chosen Few (Live For This) (Produit par Coptic)                                   | Tomorrow I May Not Feel the Same de Gene Chandler Juicy de The Notorious B.I.G. featuring Total            | 5:09  |
| 15. | Outro: Word's From Tek (Produit par Coptic)                                           | | 2:49  |